# Valentyna Karpenko
Valentyna Ivanivna Karpenko (Oekraïens: Валентина Іванівна Карпенко) (Mykolajiv, 9 december 1972) is een wielrenster uit Oekraïne.

## Carrière
In 2000 reed Karpenko bij de wegwedstrijd op de Olympische Spelen naar een 33e plaats. Vier jaar later op de Olympische Spelen van Athene reed ze wederom de wegwedstrijd, en werd 43e.
In 2000 won Karpenko de Ronde van Thüringen, en schreef ze in 2002 de Eko Tour Dookola Polski op haar naam.
In 2003 won ze de meerdaagse Tsjechische wielerwedstrijd Tour de Feminin - O cenu Českého Švýcarska, en werd ze tweede in de Trofeo Alfredo Binda-Comune di Cittiglio.

## Overwinningen
1999
 Oekraïens kampioene op de weg
 Oekraïens kampioenschap tijdrijden
2000
 Oekraïens kampioene tijdrijden
 Oekraïens kampioenschap op de weg
3e etappe Thüringen Rundfahrt
Eindklassement Thüringen Rundfahrt
2002
Eindklassement Eko Tour Dookola Polski
 Oekraïens kampioene op de weg
2003
1e etappe Eko Tour Dookola Polski
1e etappe Tour de Feminin
Eindklassement Tour de Feminin
2005
 Oekraïens kampioene op de weg

### Resultaten in voornaamste wedstrijden
| Jaar | Ronde van Vlaanderen | Trofeo Alfredo Binda | Primavera Rosa | Waalse Pijl |  | WK op de weg |
| ---- | -------------------- | -------------------- | -------------- | ----------- |  | ------------ |
| 1996 |                      |                      |                |             |  | 73e          |
| 1997 |                      |                      |                |             |  |              |
| 1998 |                      |                      |                |             |  |              |
| 1999 |                      |                      |                |             |  | 35e          |
| 2000 |                      |                      | 72e            | 64e         |  | 24e          |
| 2001 |                      |                      | 85e            | 69e         |  | 58e          |
| 2002 |                      |                      |                |             |  | 49e          |
| 2003 |                      | Zilver               |                |             |  | 65e          |
| 2004 | 29e                  |                      |                | 58e         |  | 67e          |